# Književnost u 1868.
◄◄ | ◄ | 1865. | 1866. | 1867. | 1868.  | 1869. | 1870. | 1871. | ► | ►►
Arhitektura • Astronomija • Biologija • Fotografija • Glazba • Kazalište • Kemija • Kiparstvo • Knjige • Književnost • Kršćanstvo • Meteorologija • Medicina • Planinarstvo • Politika • Pravo • Promet • Slikarstvo • Šport • Znanost • Željeznički promet
Književnost u 1868.

## Svijet

### Književna djela
- Idiot Fjodora Mihajloviča Dostojevskog

## Vanjske poveznice
|  | Zajednički poslužitelj ima još gradiva o temi Književnost u 1868. |